# سربرهنه تابناک
سربرهنه تابناک (نام علمی: Aulastomatomorpha phospherops) نام یک گونه از خانواده ماهیان سربرهنه است.